# Frank Jeske
Frank Jeske (* 7. Februar 1960 in Wustrau; † 27. August 1994 in Bückwitz) war ein deutscher Fußballspieler.

## Sportliche Laufbahn
Seine Karriere begann er 1966 in seinem Heimatort bei der BSG Traktor Wustrau (TSV Wustrau) danach wechselte er 1980 zur  BSG electronic Neuruppin. In der Spielzeit 1980/81 wurde Frank Jeske in der Bezirksliga Potsdam mit 34 Treffern Torschützenkönig.
Vom Drittligisten gelang ihm der Sprung in die Liga zur BSG Stahl Hennigsdorf, die er im Sommer 1982 innerhalb der ostdeutschen Zweitklassigkeit in Richtung der BSG Stahl Brandenburg verließ. Hier wurde er republikweit bekannt und entwickelte sich zu einem der profiliertesten Torjäger in der DDR-Oberliga in den späten 1980er-Jahren. Zum Eintritt der Stahl-Elf in die höchste Spielklasse des DDR-Fußball trug Jeske nach dem Staffelsieg 1983/84 in der nachfolgenden, zum letzten Mal ausgetragenen Oberliga-Aufstiegsrunde mit zwölf Toren in acht Partien maßgeblich bei. Damit verbuchte er mehr als die Hälfte aller Stahl-Treffer (21) in der Aufstiegsrunde und traf damit genauso oft wie in der vorangegangenen regulären Ligasaison. Für die Brandenburger erzielte er in insgesamt 190 Pflichtspielen 67 Tore und ist damit bis heute hinter Lars Posorski und Alexander Tarnow der dritterfolgreichste Torschütze der Vereinsgeschichte.
Der Werkzeugmacher wurde einmal in der Olympiaauswahl eingesetzt. Am 12. Mai 1987 spielte der Brandenburger Angreifer in der Startelf bei der 0:1-Niederlage in Karl-Marx-Stadt gegen die ČSSR für 70 Minuten im DDR-Dress, bevor ihn André Sirocks im Sturm ersetzte. Seinen größten Erfolg mit der Betriebssportgemeinschaft aus Brandenburg erreichte er in der Oberliga-Saison 1985/86 mit der Qualifikation für den Europapokal. In der UEFA-Pokal-Saison 1986/87 bestritt er mit den Brandenburgern drei UEFA-Cup-Spiele gegen den Coleraine FC und den IFK Göteborg. Dabei erzielte er mit dem 1:0 gegen die Nordiren das entscheidende Tor zum Weiterkommen in die 2. Runde.

## Weiterer Werdegang und Unfalltod
Seine Karriere ließ er zu Beginn der 1990er-Jahre beim SV Schwarz-Rot Neustadt (Dosse) ausklingen. Sein letztes Spiel bestritt er dort am 27. August 1994 gegen den FSV Velten beim 2:2-Remis auf eigenem Platz. Nach Abpfiff standen für den Stürmer in drei Punktspielen bereits drei Tore auf dem Konto. Auf der Heimfahrt nach dieser Partie des 3. Spieltages der Saison 1994/95 in der Nordstaffel der Fußball-Oberliga Nordost verunglückte er bei einem Verkehrsunfall, verursacht vom Fahrer des Autos, in dem Jeske saß, tödlich. Er hinterließ seine Ehefrau und zwei Söhne. Seit 2004 trägt der Sportplatz seiner Heimatgemeinde Wustrau seinen Namen.